# Tom Henning Øvrebø
Tom Henning Øvrebø (født 26. juni 1966) er en norsk fodbolddommer som dømmer for Nordstrand Idrettsforening. Han er uddannet psykolog (1998) fra Universitetet i Oslo. Øvrebø begyndte som dommer tidligt i 80'erne. Han har fået Kniksenprisen som årets dommer i Norge, kåret af spillere, trænere og dommere, fem gange (2001, 02, 03,05 og 06). Øvrebø har været FIFA-dommer siden 1994. Øvrebø tilhører UEFAs elitedommere som er de højest rangerede dommere i Europa.
Han har dømt 211 kampe i Tippeligaen.
I 2001 fik han én kamps karantæne for ikke at have givet Odd Inge Olsen rødt kort efter taklingen af Tommy Øren.
Tom Henning Øvrebø har dømt to cupfinaler; I 1999 mellem Rosenborg BK og SK Brann og cupfinalen mellem Fredrikstad FK og Sandefjord Fotball 12. november 2006.
19. december 2007 blev Øvrebø udtaget som en af 12 dommere som skal dømme ved EM i fodbold 2008. Dette er hans første internationale mesterskab.
Tom Øvrebø dømte endvidere semifinalen i UEFA Champions League 2008-09 mellem FC Barcelona og Chelsea FC, hvor Tom Øvrebø med en række kontroversielle kendelser bragte sig selv i fokus. Øvrebøs indsats i kampen blev af flere fodboldeksperter kritiseret kraftigt.